# Grand Prix van Frankrijk 1947
De Grand Prix van Frankrijk 1947 was een autorace die werd gehouden op 21 september 1947 op het circuit van Lyon-Parilly.

## Uitslag
| Positie | Nummer | Rijder                                       | Team        | Ronden | Tijd/Opgave | Startplaats |
| ------- | ------ | -------------------------------------------- | ----------- | ------ | ----------- | ----------- |
| 1       | 6      | Louis Chiron                                 | Talbot-Lago | 70     | 4:03:40.7   | 2           |
| 2       | 24     | Henri Louveau                                | Maserati    | 70     | +1:37.9     | 1           |
| 3       | 2      | Eugène Chaboud                               | Talbot-Lago | 69     | +1 ronde    | 3           |
| 4       | 30     | Louis Rosier                                 | Talbot-Lago | 69     | +1 ronde    |             |
| 5       | 32     | Charles Pozzi                                | Delahaye    | 67     | +3 ronden   |             |
| 6       | 44     | Alberto Ascari                               | Maserati    | 63     | Mechanisch  |             |
| 7       | 4      | Gianfranco Comotti                           | Talbot-Lago | 62     | +8 ronden   |             |
| 8       | 38     | Ian Connell Peter Whitehead                  | ERA         | 61     | +9 ronden   |             |
| 9       | 40     | Pierre Meyrat Maurice Varet                  | Delahaye    | 61     | +9 ronden   |             |
| NF      | 28     | Reg Parnell Wilkie Wilkinson                 | ERA         | 39     | Besturing   |             |
| NF      | 8      | Yves Giraud-Cabantous Peter Mitchell-Thomson | Talbot-Lago | 39     | Motor       |             |
| NF      | 16     | "Raph"                                       | Maserati    | 36     | Motor       |             |
| NF      | 18     | Pierre Levegh                                | Maserati    | 25     | Ongeluk     |             |
| NF      | 22     | Emmanuel de Graffenried                      | Maserati    | 21     | Motor       |             |
| NF      | 42     | Luigi Villoresi                              | Maserati    | 4      | Motor       |             |
| NF      | 26     | Leslie Brooke                                | ERA         | 1      | Motor       |             |
| NF      | 10     | Luigi Chinetti                               | Talbot-Lago | 1      | Motor       |             |
| NF      | 14     | Raymond Sommer                               | CTA-Arsenal | 0      | Achteras    |             |

1906 · 1907 · 1908 · 1912 · 1913 · 1914 · 1921 · 1922 · 1923 · 1924 · 1925 · 1926 · 1927 · 1928 · 1929 · 1930 · 1931 · 1932 · 1933 · 1934 · 1935 · 1936 · 1937 · 1938 · 1939 · 1947 · 1948 · 1949 · 1950 · 1951 · 1952 · 1953 · 1954 · 1956 · 1957 · 1958 · 1959 · 1960 · 1961 · 1962 · 1963 · 1964 · 1965 · 1966 · 1967 · 1968 · 1969 · 1970 · 1971 · 1972 · 1973 · 1974 · 1975 · 1976 · 1977 · 1978 · 1979 · 1980 · 1981 · 1982 · 1983 · 1984 · 1985 · 1986 · 1987 · 1988 · 1989 · 1990 · 1991 · 1992 · 1993 · 1994 · 1995 · 1996 · 1997 · 1998 · 1999 · 2000 · 2001 · 2002 · 2003 · 2004 · 2005 · 2006 · 2007 · 2008 · 2018 · 2019 · 2021 · 2022